# Zone de protection paysagère de Pusztaszer
La Zone de protection paysagère de Pusztaszer (hongrois : Pusztaszeri Tájvédelmi Körzet, prononcé [ˈpustɒsɛɾi ˈtaːjveːdɛlmi ˈkøɾzɛt]) est une aire protégée située dans le comitat de Csongrád, au nord de Szeged, et dont le périmètre est géré par le Parc national de Kiskunság. 
La zone est déclarée site Ramsar le 11 avril 1979. 